# Ministeck

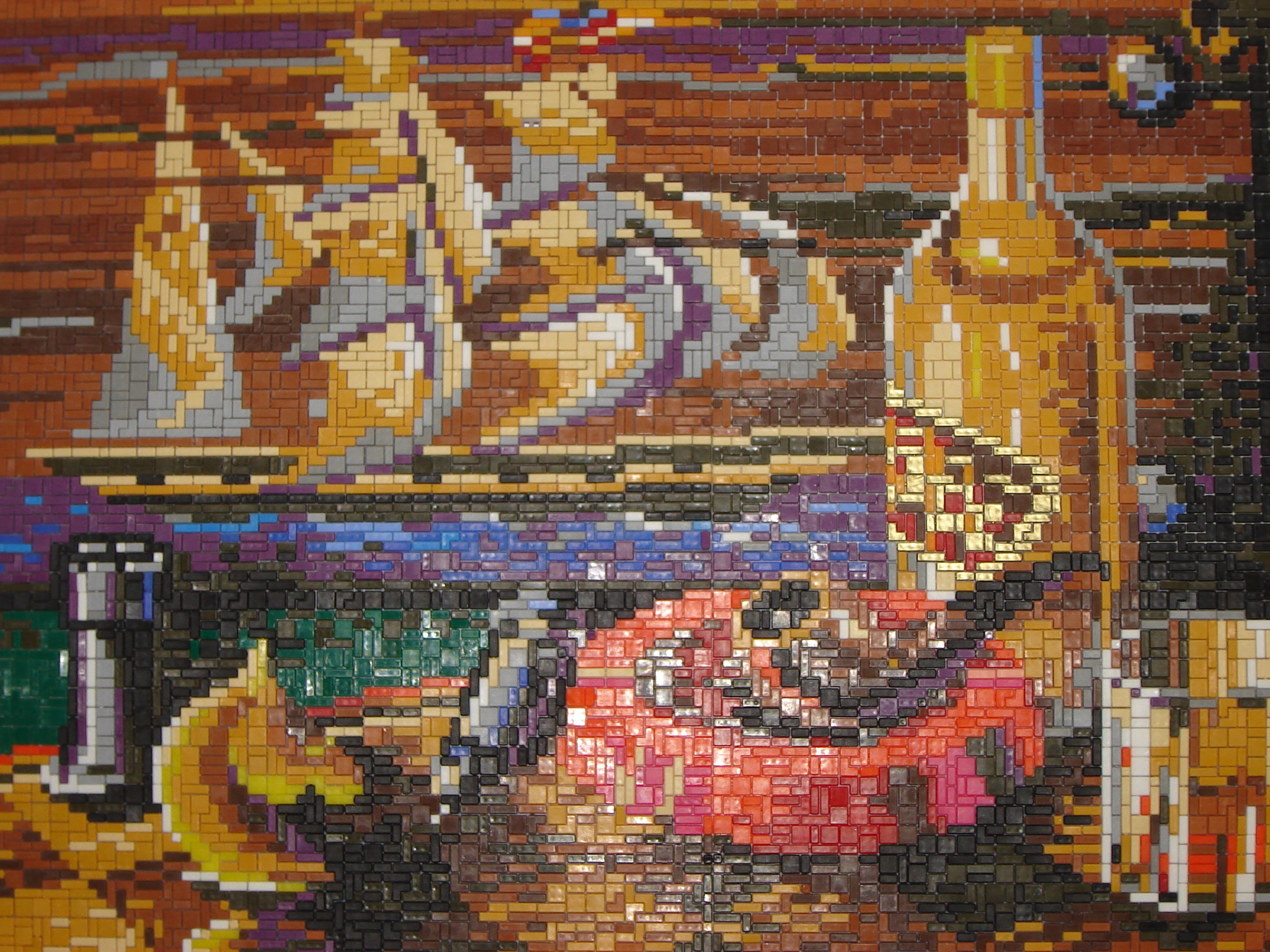
Ministeckbild

ministeck ist ein Systemspielzeug zur Erstellung von Mosaikbildern, dessen Teile aus Kunststoff im Thermoplast-Spritzgussverfahren gefertigt werden. Neben der klassischen Verwendung als Kinderspielzeug wird Ministeck seit den 2000er Jahren auch in der bildenden Kunst (z. B. bei Friederike & Uwe) verwendet.

## Hersteller
ministeck wurde seit 1965 von Helmut Gottwald im eigenen Unternehmen hergestellt. Bis 1997 erwarb er sämtliche Patente, die ihm seine Monopolstellung auf diesem Markt garantierten. 1998 gründete er die ministeck GmbH in Nürnberg. Durch Insolvenzen wechselte die Marke mehrfach den Hersteller. Im Februar 2017 hat die Feuchtmann GmbH aus Burgbernheim die Marke übernommen.

## Funktionsweise

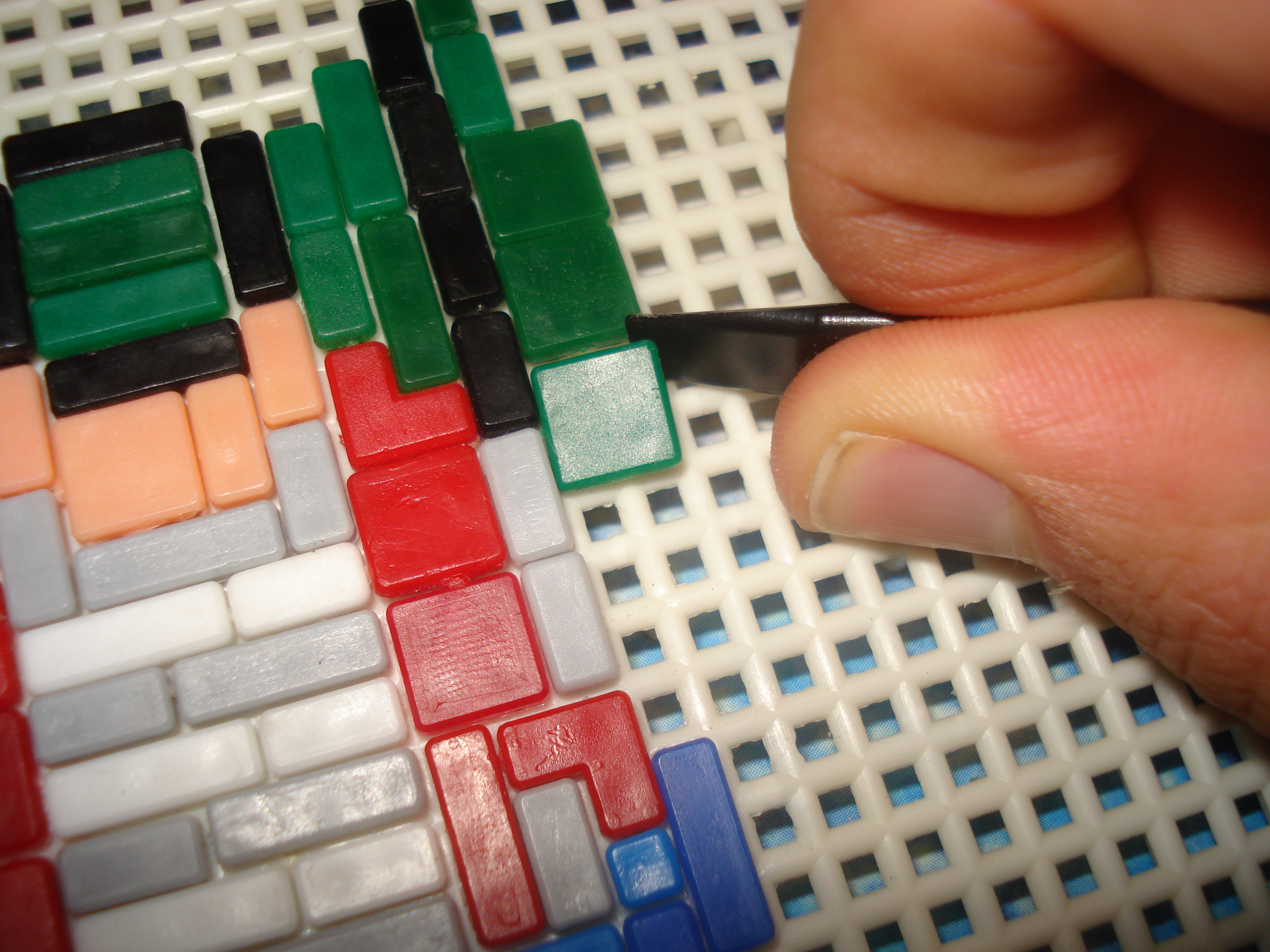
Aufbringen und Lösen der Mosaikteile

Die verschiedenfarbigen Mosaikteile besitzen auf ihrer Rückseite Zapfen, mit denen sie auf entsprechend gelochten Kunststoffplatten befestigt werden. In der Regel wird die Bodenplatte vollständig besteckt, manchmal nutzt man die weiße Grundplatte jedoch als Hintergrund und steckt nur Motiv und wichtige Hintergrundelemente.
Bei Komplettsets wird eine Vorlage geliefert, die Form, Farbe und Position der Mosaikteile angibt. Grundplatte sowie Mosaikteile werden in der erforderlichen Form und Anzahl mitgeliefert. Vorlagen, Mosaikteile und Grundplatten können auch getrennt erworben werden.
Der Hersteller bringt regelmäßig neue Vorlagen (mit Motiven wie Stillleben, Kopien bekannter Gemälde, Porträts bedeutender Personen oder auch Fahrzeugen) heraus. Man kann auch Vorlagen von Konkurrenten (z. B. Prestofix) verwenden, mittels spezieller Programme Digitalbilder in Vorlagen umwandeln oder auch freihändig Bilder stecken.

## Form der Teile

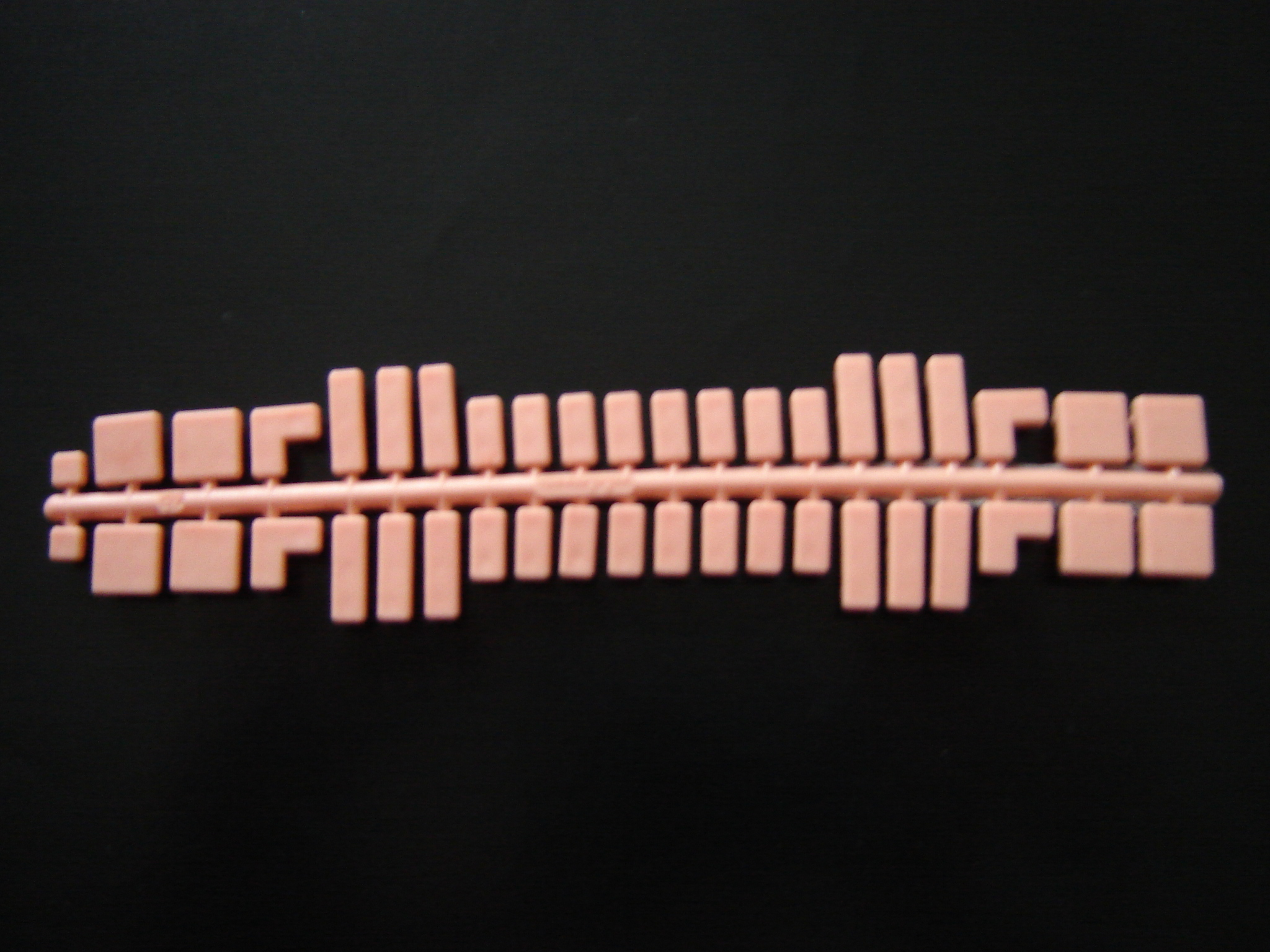
Ministeck-Standardstreifen

Die Form der Mosaikteile ist entsprechend den Löchern auf den Bodenplatten genormt.
Die Mosaikteile werden noch am Gussast geliefert.
Ein Standardstreifen enthält:
- 2 Einsersteine
- 16 Zweiersteine
- 12 längliche Dreiersteine
- 4 gewinkelte Dreiersteine
- 8 quadratische Vierersteine

Daneben gibt es noch Streifen mit 20 Einsersteinen.
Das Grundquadrat des Einsersteins hat eine Kantenlänge von rund 3 mm.

## Farben der Teile
Die Mosaikteile werden derzeit in über dreißig Farben gefertigt. In den letzten Jahren wurden einige Sonderfarben (meist Metallic-Farben) entwickelt, die Mosaikteile in diesen Farben sind teurer als die Standardfarben. Die Farben besitzen eine Kennziffer in Form einer fünfstelligen Zahl und einem Großbuchstaben, die Sonderfarben werden nur durch die Zahl bezeichnet.
| Farbcode | Farbe      |  | Farbcode | Farbe      |  | Farbcode | Farbe       |  | Farbcode | Farbe       |  | Farbcode | Sonderfarbe     |
| -------- | ---------- |  | -------- | ---------- |  | -------- | ----------- |  | -------- | ----------- |  | -------- | --------------- |
| 31601 A  | Schwarz    |  | 31602 B  | Dunkelblau |  | 31603 C  | Hellblau    |  | 31604 D  | Hellgrün    |  | 31630    | Gold metallic   |
| 31605 E  | Dunkelgrün |  | 31606 F  | Rot        |  | 31607 G  | Orange      |  | 31608 H  | Gelb        |  | 31631    | Silber metallic |
| 31609 I  | Beige      |  | 31610 J  | Hellbraun  |  | 31611 K  | Mittelbraun |  | 31612 L  | Dunkelbraun |  | 31632    | Blau metallic   |
| 31613 M  | Weiß       |  | 31614 N  | Hellgrau   |  | 31615 O  | Rosa        |  | 31616 P  | Dunkelgrau  |  | 31633    | Rot metallic    |
| 31617 Q  | Oliv       |  | 31618    | Gold       |  | 31619 R  | Fleisch     |  | 31620 S  | Violett     |  | 31634    | Grün metallic   |
| 31621 T  | Mittelgrün |  | 31622 U  | Maisgelb   |  | 31623 V  | Pink        |  | 31624 W  | Mittelblau  |  | 31640    | nachtleuchtend  |